# Компаунд-машина
Компа́унд-маши́на (англ. compound — составной) — паровая машина двойного расширения пара.

## Устройство
Компаунд-машина имеет два (или больше) рабочих цилиндра разного диаметра. Свежий пар из котла поступает в меньший цилиндр высокого давления. Отработав там (первое расширение), пар перепускается в больший цилиндр низкого давления. Такая схема работы позволяет более полно использовать энергию пара и повысить коэффициент полезного действия двигателя.
Существенным недостатком компаунд-машины является невозможность трогания паровоза при остановке в мертвой точке поршня в цилиндре высокого давления. Для преодоления этого недостатка паровозы с компаунд-машиной оснащались сложными приборами трогания, кратковременно пускавшими свежий пар одновременно в оба цилиндра.
Компаунды конструктивно имели несколько вариантов:
- Цилиндры высокого и низкого давления располагались параллельно один под другим снаружи рамы и работали на общий ползун. Такую схему имели паровозы американской постройки серий В и X;
- Цилиндры располагались последовательно на общем длинном штоке (тандем-машина). Подобную схему имели российские паровозы серий Р и П;
- Система де Глена — дополнительные цилиндры располагались внутри рамы и работали на коленчатую ось. По такой схеме выпускались паровозы серии У, а также опытный чехословацкий паровоз 18-01.

## Применение
В поздних сериях паровозов компаунд-машины не применялись в силу присущих им недостатков, а улучшения экономичности добивались путём перегрева пара.

## История
Изобретена английским инженером Артуром Вульфом (получил патент в 1804 году)
В Российской империи компаунд-машины не позднее чем с 1903 года использовались в пароходах (в частности, в пароходстве Марии Кашиной в Нижнем Новгороде).
В конструкции паровозов совместно с перегретым паром в России впервые предложил их использовать инженер А. О. Чечотт в 1911 году, и практически реализовал своё предложение в ряде конструкций паровозов.
Большой вклад в изучение и применение паровой машины системы компаунд на паровозах внёс российский инженер Александр Парфеньевич Бородин.